# ミシェル・スライマーン
ミシェル・スライマーン (アラビア語: ميشال سليمان,英語: Michel Suleiman 1948年11月21日 -) はレバノンの政治家。同国大統領などを務めた。スレイマンと表記する場合もある。

## 経歴
1948年に山岳レバノン県（現在のケセルワン＝ジュベイル県）アムシートで生まれる。1967年、19歳でレバノン軍に入隊し、同時にレバノン大学に入学し経営学と政治学を学ぶ。在学中にワファ・スレイマーンと結婚し、3人の子をもうけている。また、アラビア語はもちろん、英語、フランス語にも長けている。

## レバノン軍時代
軍人時代の最終階級は司令官。後に陸軍学校でトレーナーとなり後輩の育成に当たる。

## 大統領
2008年、エミール・ラフードの任期満了に伴い、3月14日連合から大統領選挙立候補を打診される。3月8日連合はミシェル・アウンを動員したが、結局大差でスライマーンが当選。2008年5月28日に正式に第18代大統領に就任し、首相のフアード・シニオラを再任した。2014年5月25日に6年間の任期を終えた。